# Předkupní právo
Předkupní právo je právo oprávněné osoby požadovat, aby při zcizení byla věc nejprve nabídnuta ke koupi této osobě. Jde ale pouze o povinnost zcizitele, oprávněná osoba předkupní právo využít nemusí.
Vzniknout může ze zákona nebo ze smlouvy. Účastníky vztahu předkupního práva jsou tři osoby a můžeme ho definovat jako vztah mezi konkrétní osobou jako oprávněným (předkupníkem) na straně jedné a vlastníkem určité věci (dlužníkem) na straně druhé, kdy předkupník má právo za určitých podmínek věc přednostně nabýt před dalšími zájemci (koupěchtivými). Koupěchtivý se stává kupujícím, jestliže oprávněný předkupník svého předkupního práva nevyužije nebo pokud toto právo není aplikováno z jiných důvodů.
Občanský zákoník rozlišuje dva druhy předkupního práva z hlediska jeho povahy. V prvním případě se jedná o předkupní právo jako právo věcné (§ 2144 o. z.), ve druhém případě o právo obligační (§ 2147 odst. 2 o. z.). Je-li předkupní právo zřízeno jako právo věcné, je předkupník oprávněn domáhat se vůči nástupci druhé strany, aby mu věc za příslušnou úplatu převedl. Předkupní právo věcné zavazuje tedy nejen prvního povinného, ale po dobu existence předkupního práva i všechny jeho právní nástupce. Obligační předkupní právo působí zásadně pouze mezi účastníky smlouvy o předkupním právu - nezavazuje tedy jeho právní nástupce.

## Předkupní právo ze smlouvy
Zákon nevyžaduje obecně pro ujednání předkupního práva písemnou formu. Nabídka ke koupi nemovité věci písemnou formu ale vyžaduje (§ 2147 odst. 1 o. z.).
Předkupní právo se sjednává zpravidla jako tzv. vedlejší smluvní ujednání nebo může být uzavřena i samostatně smlouva o předkupním právu. Výhrada předkupního práva zavazuje dědice (§ 2142 o. z.). U smluvního předkupního práva zaplatí předkupník kupní cenu v ujednané lhůtě, jinak do osmi dnů po nabídce u věci movité a u nemovité věci do tří měsíců po nabídce. Neučiní-li to, předkupní právo zanikne (§ 2148 odst. 1 o. z.).
Povinnost dlužníka, nabídnout předkupníkovi věc ke koupi, je právně vymahatelná v okamžiku uzavření kupní nebo jiné smlouvy mezi dlužníkem a koupěchtivým - v tuto chvíli předkupní právo dospěje. S tím souvisí i ustanovení rozvazovací podmínky (§ 2145 o. z.): Věděl-li koupěchtivý o předkupním právu nebo musel-li o něm vědět, platí, že smlouva je uzavřena s rozvazovací podmínkou uplatnění předkupního práva. Jestliže předkupník přijme nabídku prodávajícího o kupní smlouvě, dochází ke splnění rozvazovací podmínky a kupní smlouva uzavřená mezi prodávajícím a koupěchtivým zaniká.

## Předkupní právo ze zákona
Spoluvlastník má předkupní právo k převáděnému podílu, ledaže jde o převod osobě blízké. Spoluvlastník se může předkupního práva vzdát. Jde-li o nemovitou věc zapsanou do veřejného seznamu, vzdání se předkupního práva se do něj zapíše.
Občanský zákoník zakotvuje zákonné předkupní právo i v několika dalších případech: předkupní právo člena rodiny vůči rodinnému závodu (§ 704 odst. 2 o. z.), předkupní právo stavebníka a vlastníka pozemku u práva stavby (§ 1254 o. z.), předkupní právo nájemce k jednotce (§ 1187 o. z.) a předkupní právo vlastníka pozemku ke stavbě na pozemku a vlastníka stavby k pozemku (§ 3056 o. z.).
U rodinného závodu má v případě dělení pozůstalosti soudem přednostní právo člen rodiny, který je zúčastněný na jeho provozu. V případě zcizení rodinného závodu k němu má člen rodiny zúčastněný na jeho provozu předkupní právo, ledaže bylo sjednáno něco jiného. To platí i v případě, že má být zcizen spoluvlastnický podíl na rodinném závodu nebo že má být zcizena věc, která má podle své povahy a dosavadního určení provozu rodinného závodu trvale sloužit. Občanský zákoník dále upravuje předkupní právo nájemce jednotky, která vznikla rozdělením práva k domu nebo pozemku na vlastnické právo k jednotkám. Nájemce bytu má předkupní právo k jednotce při jejím prvním převodu. To platí i v případě nájmu nebytového prostoru, který byl pronajat ve stejném domě v souvislosti s bytem. Toto předkupní právo se vztahuje pouze na fyzické osoby. Zcela nově zavedl občanský zákoník předkupní právo u práva stavby, které upravuje vzájemné předkupní právo stavebníka k předmětnému pozemku a předmětné právo vlastníka pozemku k právu stavby.
Občanský zákoník v souvislosti se znovuzavedením superficiální zásady (podle které povrch ustupuje pozemku, což znamená, že každá stavba je součástí pozemku, na kterém se nachází) zavádí vzájemné předkupní právo pro vlastníky těchto staveb a pozemků. Dle § 3054–3056 o. z. se stavba stála součástí pozemku, měla-li k 1. lednu 2014 vlastnické právo ke stavbě i k pozemku, na kterém stavba stojí, stejná osoba. Pokud vlastnická práva ke stavbě i k pozemku neměla stejná osoba, stavba se k danému dni nestala součástí pozemku a je nemovitou věcí. V takovém případě pak vzniká předkupní právo, které má vlastník pozemku ke stavbě, a též opačně má vlastník stavby předkupní právo k pozemku, na němž jeho stavba stojí. Toto předkupní právo nelze ujednáním omezit nebo vyloučit. Pokud lze část pozemku, na němž se stavba nachází, separovat tak, aby nebylo znemožněno používání objektu, předkupní právo platí pouze pro tu část pozemku, která je pro užívání objektu nezbytná.
Pomocí zákonného předkupního práva může být realizován i veřejný zájem. Stát tak má předkupní právo například na kulturní památky a k pozemkům v národních parcích a přírodních rezervacích; obce, kraje nebo stát mají předkupní právo v případě pozemku, který je územním plánem určen pro veřejné potřeby.